# Coelorinchus leptorhinus
Coelorinchus leptorhinus är en fiskart som beskrevs av Chiou, Shao och Akitoshi Iwamoto 2004. Coelorinchus leptorhinus ingår i släktet Coelorinchus och familjen skolästfiskar. Inga underarter finns listade i Catalogue of Life.